# Rosario-Santa Fe de 1937
La 12ª edición de la Rosario-Santa Fe tuvo lugar el 7 de febrero de 1937 y fue organizada por el Ciclista Moto Club Santafesino, la prueba constaba de un recorrido que largó desde Plaza Alberdi en Rosario, San Lorenzo, Oliveros, Maciel, Barranqueras, Arocena, Coronda, Santo Tomé y llegada en Santa Fe, sobre la calle Junín frente a la Escuela Industrial totalizando una distancia de 150 kilómetros.
Esta edición de la Rosario - Santa Fe contó con un total de 40 ciclistas inscriptos y fue ganada por el ciclista entrerriano Mario Mathieu quien se impuso en solitario por 6 minutos de ventaja a sus escoltas que definieron entre tres un sprint en el que se impuso Aníbal López sobre Rafael Schell y el ganador de la edición anterior José M. López.

## Clasificación final
|   | Ciclista        | Bicicleta  | Tiempo     |
| - | --------------- | ---------- | ---------- |
| 1 | Mario Mathieu   | Peugeot    | 4 h 57'00" |
| 2 | Aníbal López    | Peugeot    | + 6'00"    |
| 3 | Rafael Schell   | Automoto   | + 6'00"    |
| 4 | José M. López   | Automoto   | + 6'00"    |
| 5 | Juan Tonelli    | Quatrochio | + 6'30"    |
| 6 | José Barcia     | Legnano    | + 7'30"    |
| 7 | Vicente Pendino | Quatrochio | +          |
| 8 | Edmundo Pic     | Bogliolo   | +          |